# Disputas en la cama
 Disputas en la cama  es una película filmada en colores de Argentina dirigida por Mario David según el guion de Mario David y Alejandro Faccio que se estrenó el 11 de mayo de 1972 y que tuvo como protagonistas a Tato Bores, Norman Briski, Zulma Faiad y Víctor Laplace.Tuvo el título alternativo de Los divorciados.
Una función de preestreno con 250 invitados fue suspendida por el Ente de Calificación, que objetó escenas con Soledad Silveyra y Alejandra Romanof.

## Sinopsis
Una serie de sketchs con los temas de la infidelidad, la sexualidad y el divorcio.

## Reparto
- Tato Bores
- Norman Briski
- Zulma Faiad
- Víctor Laplace
- Soledad Silveyra
- Henny Trailes
- Oscar Viale
- Gloria Guzmán
- Gogó Andreu
- Lydia Lamaison
- Alexandra Romanof
- Héctor Malamud
- Roberto Carnaghi

## Comentarios
Gente escribió:

”MALERRIMA: sirve para describir algo que es peor que peor, es el caso de Disputas…. Hay un absoluto desperdicio de actores y situaciones”

La Razón opinó:

”Comedia picaresca sin sutilezas.”